# KAMEN!CE
Festival KAMEN!CE je městský hudební festival pořádaný v České Kamenici, který se profiluje jako alternativní odpověď na tradiční městské slavnosti. Cílem festivalu je přinést originální kulturní zážitek a podpořit oživení regionu na pomezí Ústeckého a Libereckého kraje.
Festival probíhá v historickém centru města Česká Kamenice, které se nachází na křižovatce tří chráněných krajinných oblastí – Českého Švýcarska, Lužických hor a Českého středohoří. Toto historicky a geograficky významné prostředí prostředí ovlivňuje dramaturgii festivalu, která se zaměřuje na netradiční hudební žánry a multižánrové projekty.
Město Česká Kamenice se dlouhodobě snaží o rozvoj kulturních aktivit a organizaci akcí s přesahem mimo samotnou kulturu. Festival KAMEN!CE vznikl v roce 2021 jako pokračování Mezinárodního festivalu Česká Kamenice – festivalu big bandů a dechových nástrojů, který měl v České Kamenici dlouholetou tradici. Nová podoba festivalu přinesla širší spektrum hudebních žánrů a doprovodných aktivit.
Hlavním pořadatelem festivalu je město Česká Kamenice, přičemž na produkci a dramaturgii se podílí malý organizační tým. Festival se koná na různých místech ve městě, včetně náměstí, nádvoří zámku, místního parku a Domu kultury. V průběhu let se festival rozrůstá – zvyšuje se počet účinkujících, rozšiřuje se doprovodný program a zapojují se další prostory ve městě.
Festival KAMEN!CE si již během několika ročníků začlenil se mezi významné kulturní akce v regionu.

## Jednotlivé ročníky

### 2021
První ročník festivalu probíhal během čtyř víkendů v srpnu a září. Jednalo se o ročník, jehož organizace byla značně ovlivněna probíhající pandemií covidu-19. V rámci čtyř víkendů vystoupili v České Kamenici například kapela Buty, Klára Vytisková, Ivan Hlas, James Harries, Bára Poláková, Aiko, 7krát3 či Tygroo. Vstupné na tento ročník bylo zdarma.

### 2022

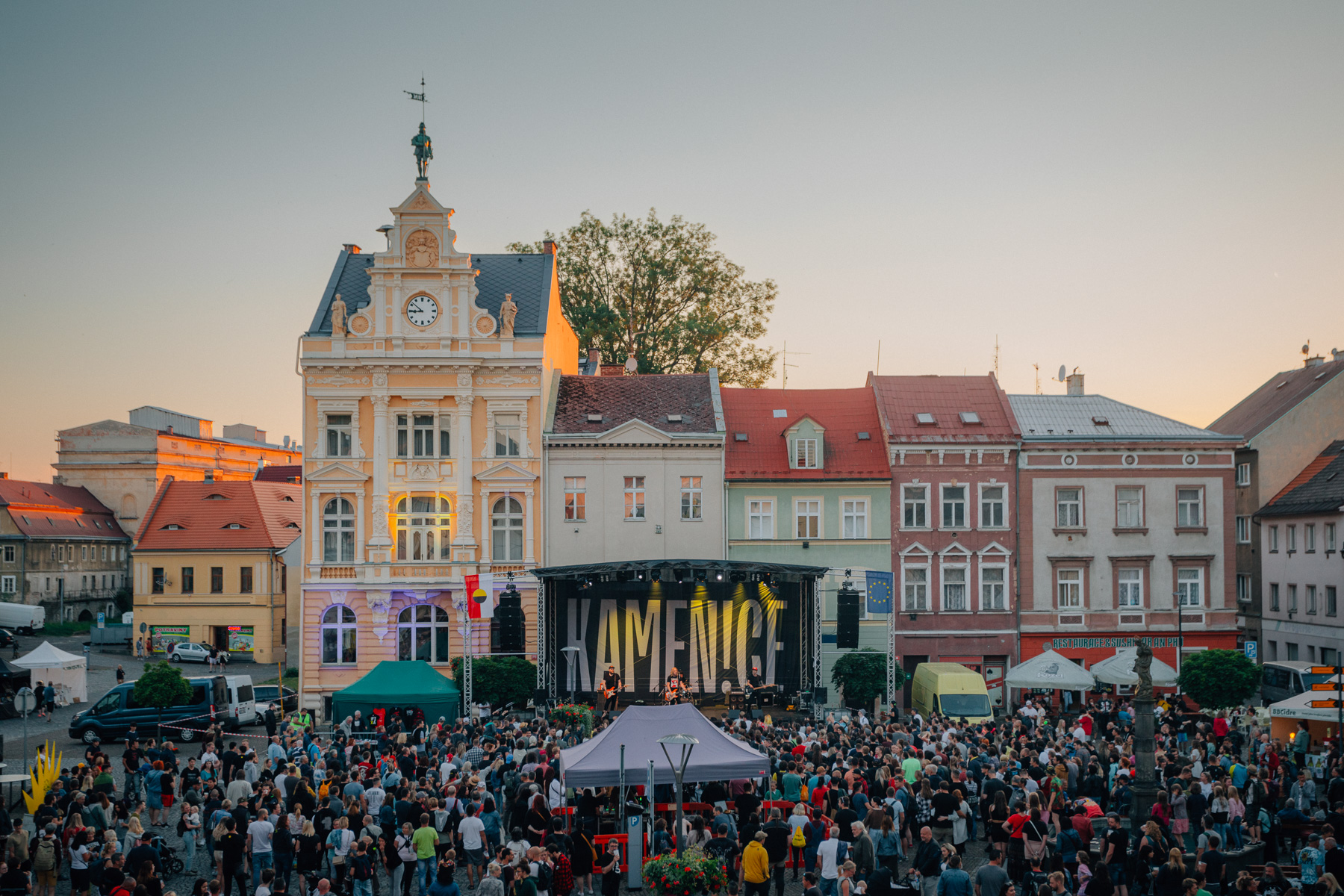
Koncert kapely Vypsaná fiXa

Druhý ročník probíhal již pouze v rámci tří festivalových dní v červnu, a to 9. až 11. června. Vstup byl dobrovolný. V rámci druhého ročníku vystoupila například kapela Vypsaná fiXa, Aneta Langerová, Lazer Viking, Anna Polívková, Zrní, Jiří Schmitzer, We Are Domi, Vltava, Mucha či Ventolin. Zapracovalo se také na rozvoji doprovodného programu během festivalu.

### 2023
Třetí ročník festivalu ustálil svůj termín konání na začátek června a probíhal 15. až 17. června. V rámci tohoto ročníku vystoupila například kapela Tata Bojs, Prago Union, David Koller, Midi Lidi, I Love You Honey Bunny, Dukla, Metastavy, The Valentines, Katarzia, Noisy Pots, Wild Tides, Méta Monde, Lanugo, Rodan, Tolstoys či P/\ST. Zahrála také známá německá kapela PABST.
Doprovodný program se nadále rozvíjel a návštěvníci se zde mimo jiné mohli zúčastnit kvízu s Jakubem „Kalkulátorem“ Kvášovským a Doktorem Vševědem nebo si zazpívat na karaoke Albertem Romanuttim („Bert“) z kapely Bert & Friends.
Tento ročník poprvé moderoval šéfredaktor časopisu Reflex Martin Bartkovský, v čemž pokračoval i v následujících ročnících.

### 2024

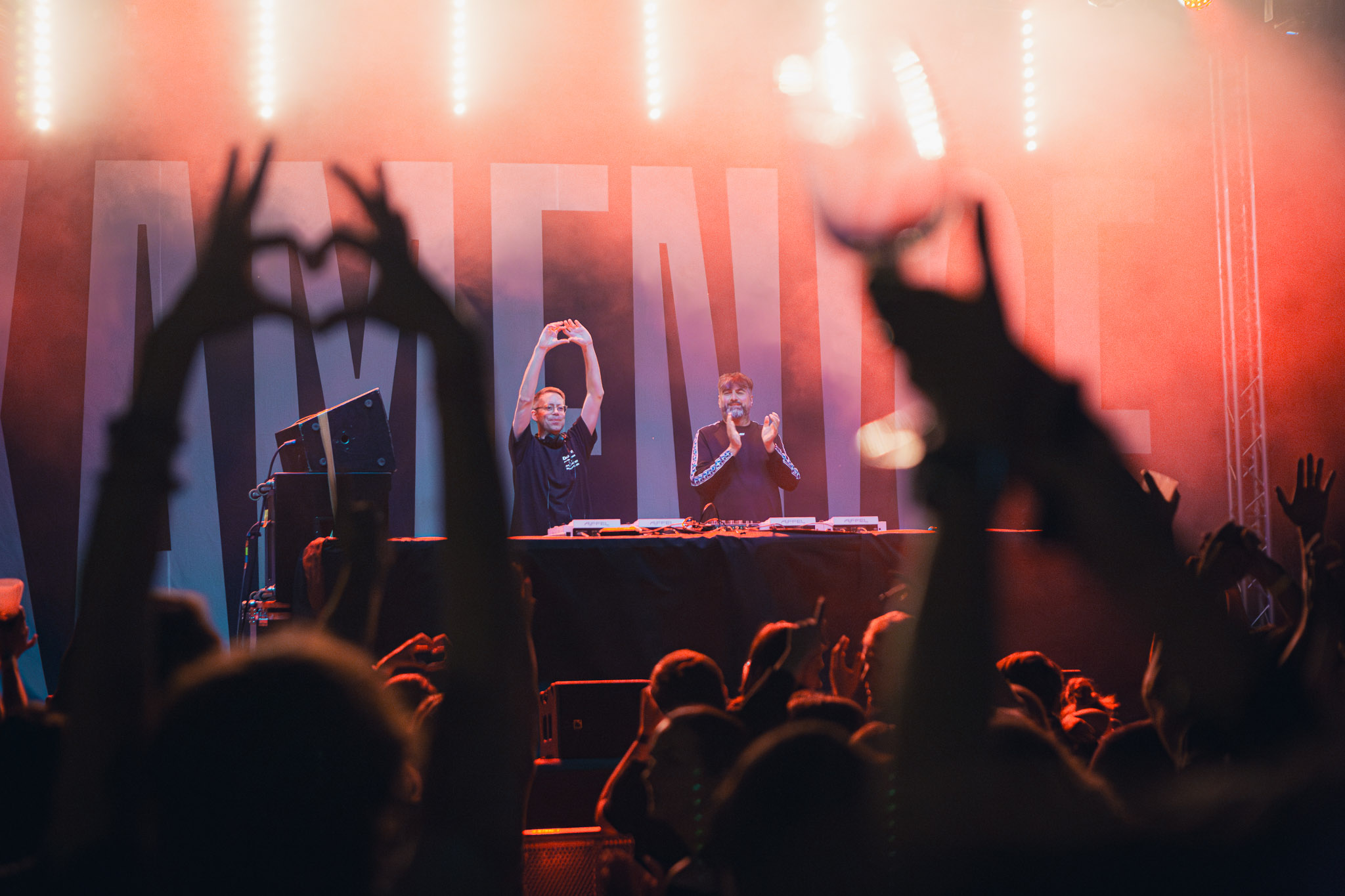
Vystoupení Digitalism

V rámci čtvrtého ročníku došlo ke změně prostor konání a tzv. malá stage, která doposud stála vedle Domu kultury, byla přesunuta na nádvoří místního zámku. Během tohoto ročníku zde vystoupili například Jana Kirschner, Dan Bárta & Illustratosphere, PSH, WWW Neurobeat, MC Gey, Bert & Friends, Sunbrella, Luboš Pospíšil, Petrofski, Anna Vaverková, Island Mint, FVLCRVM, David Kraus a Gipsy Brothers, Berlin Manson, Branko’s Bridge, Purpl Boi, Máří, Frankie and the Deadbeats či Good Times Only.
Čtvrtý ročník měl své prvenství v účinkování velkého zahraničního headlinera – duo Digitalism se svým DJ setem, kterým byl uzavřen sobotní program na náměstí.
Dále se rozvíjel doprovodný program a během festivalu v rámci města probíhala různá loutková divadla a představení pro děti, promítání filmů, bojovka pro celou rodinu, jóga v parku, seznamka, autorská čtení, společný brunch v parku, prohlídky města či debaty s místními umělci z regionu.